# Gli specialisti (film 2015)
Gli specialisti (The Throwaways) è un film del 2015, diretto da Tony Bui, con protagonisti Sam Huntington, Kevin Dillon e James Caan.

## Trama
Il noto hacker Drew Reynolds viene catturato dalla CIA, ricevendo l'offerta della libertà, in cambio di alcune missioni per conto dell'agenzia. Drew accetta, ma a condizione di poter scegliere i componenti della sua squadra. Ricevuto l'ok, mette insieme un gruppo di individui ritenuti sacrificabili e tra i peggiori soggetti in circolazione.